# Palazzo Feriye
Il Palazzo Feriye (in turco Feriye Sarayı) è un complesso di edifici imperiali di palazzo ottomani lungo la costa europea del Bosforo, a Istanbul, in Turchia. Attualmente, gli edifici ospitano istituzioni educative come un liceo e un'università.
Il complesso del palazzo fu commissionato dal sultano Abdül Aziz (che regnò dal 1861 al 1876) nel 1871 e progettato dall'architetto Sarkis Balyan. Gli edifici furono costruiti per soddisfare la necessità residenziale dei membri della famiglia allargata della corte imperiale. Il palazzo, che fu costruito in aggiunta al Palazzo di Dolmabahçe e al Palazzo di Çırağan, prese il nome "Feriye" che significa "secondario" o "ausiliario" in lingua turca ottomana. Si compone di tre corpi di fabbrica principali sul lungomare, un reparto per concubine, un piccolo edificio a due piani e strutture accessorie sul retro.
Il 30 maggio 1876 il sultano Abdül Aziz fu deposto dai suoi ministri. Si trasferì al Palazzo Feriye su sua richiesta dopo un soggiorno di quattro giorni nel Palazzo Topkapi. Poco tempo dopo, venne trovato con i polsi tagliati a Palazzo Feriye. Ciò fu documentato all'epoca come un suicidio.
Vari membri della corte imperiale ottomana risiedettero nel Palazzo Feriye fino al 3 marzo 1924, con l'abolizione del Califfato ottomano da parte del parlamento della neonata Repubblica di Turchia. Gli edifici rimasero vacanti per un periodo di tempo in seguito all'esilio estero dell'ultimo califfo Abdülmecid II insieme ai membri della corte.

## Uso corrente
Nel 1927, il Collegio Navale (in turco Denizcilik Yüksek Okulu) si stabilì in alcuni edifici del Palazzo Feriye. Nel semestre accademico 1928-29, anche il Liceo Kabataş si trasferì in alcuni edifici del complesso del palazzo. Una parte del palazzo ospitò la sezione femminile del Liceo Galatasaray quando nel 1967 l'istituto iniziò l'istruzione di genere misto. Parte del complesso nel nord-est rimase a lungo trascurata.
Il Collegio Navale fu trasformato nella Scuola Navale dell'Università tecnica di Istanbul nel 1981 e si trasferì a Tuzla, Istanbul. Gli edifici divennero temporaneamente vacanti, e furono poi assegnati alla Scuola Navale Ziya Kalkavan nel 1982.
Gli edifici utilizzati dalla sezione femminile del Liceo Galatasaray, furono ceduti all'Università di Galatasaray nel 1992. L'edificio principale è utilizzato da alcune facoltà dell'Ateneo, come la Facoltà di Giurisprudenza, la Facoltà di Economia e la Facoltà delle Comunicazioni e vari uffici amministrativi. L'edificio principale, attualmente utilizzato dall'università, era originariamente conosciuto come İbrahim Tevfik Efendi Sahil Sarayı.
Nel 1995, la sezione del complesso del palazzo in stato di abbandono fu restaurata dalla Fondazione Kabataş e trasformata in un ristorante di classe superiore, Feriye Lokantası.
L'edificio principale, utilizzato dall'Università di Galatasaray, fu gravemente danneggiato da un incendio il 22 gennaio 2013. Il Ministero della Cultura dichiarò che l'edificio sarebbe stato riportato allo stato precedente per essere utilizzato anche per scopi didattici.